# 298877 Michaelreynolds
298877 Michaelreynolds este un asteroid din centura principală de asteroizi.

## Descriere
298877 Michaelreynolds este un asteroid din centura principală de asteroizi. A fost descoperit pe 23 septembrie 2004 la Observatorul Jarnac din Vail-Jarnac. Asteroidul prezintă o orbită caracterizată de o semiaxă mare de 2,29 ua, o excentricitate de 0,24 și o înclinație de 1,9° în raport cu ecliptica.